# Fernand
Fernand ist ein männlicher Vorname und die französische Variante von Ferdinand.

## Namensträger
- Fernand Bachmann (1886–1965), französischer Autorennfahrer
- Fernand Baldensperger (1871–1958), französischer Literaturhistoriker
- Fernand Baldet (1885–1964), französischer Astronom
- Fernand Bouisson (1874–1959), französischer Politiker
- Fernand Braudel (1902–1985), französischer Historiker
- Fernand de Brinon (1885–1947), französischer Politiker und Journalist
- Fernand Bueb (1865; † nach 1906), deutscher Journalist, Reichstagsabgeordneter
- Fernand Cabrol (1855–1937), französischer Theologe und Wegbereiter der liturgischen Restaurationsbewegung
- Fernand Canelle (1882–1951), französischer Fußballspieler
- Fernand Charpin (1887–1944), französischer Schauspieler
- Fernand Charron (1866–1928), französischer Rad- und Automobilrennfahrer
- Fernand Clare (1911–1971), französischer Jazzmusiker
- Fernand Coppieters (1905–1981), belgischer Jazz- und Unterhaltungsmusiker
- Fernand Cormon (1845–1924), französischer Maler
- Fernand Crommelynck (1886–1970), belgischer Dramatiker
- Henri Fernand Dentz (1881–1945), französischer Armeegeneral
- Fernand Desonay (1899–1973), belgischer Romanist und Schriftsteller
- Fernand Diederich (* 1946), luxemburgischer Politiker
- Fernand Dineur (1904–1956), belgischer Comic-Zeichner und Autor
- Fernand Duchaussoy (* 1942), französischer Fußballfunktionär
- Fernand Etgen (* 1957), luxemburgischer Politiker
- Louis-Fernand Flutre (1892–1978), französischer Romanist, Sprachwissenschaftler und Literarhistoriker
- Fernand Franck (* 1934), luxemburgischer Geistlicher, Erzbischof von Luxemburg
- Fernand Gabriel (1878–1943), französischer Autorennfahrer
- Fernand Gonder (1883–1969), französischer Stabhochspringer
- Fernand Goyvaerts (1938–2004), belgischer Fußballspieler
- Fernand Gravey (1905–1970), belgischer Schauspieler
- Fernand Gregh (1873–1960), französischer Schriftsteller und Literaturkritiker
- Fernand Guignier (1902–1980), französischer Maler und Bildhauer
- Fernand Halphen (1872–1917), französischer Komponist
- Fernand Hoffmann (1929–2000), luxemburgischer Pädagoge, Schriftsteller und Sprachwissenschaftler
- Fernand Humbert (1842–1934), französischer Maler
- Fernand Jetté (1921–2000), kanadischer Geistlicher, Generaloberer der Oblaten der Makellosen Jungfrau Maria
- Fernand Kartheiser (* 1959), luxemburgischer Militärwissenschaftler, Autor und Politiker
- Fernand Khnopff (1858–1921), belgischer Maler, Grafiker, Bildhauer und Kunstschriftsteller
- Fernand de La Tombelle (1854–1928), französischer Organist und Komponist
- Fernand Labori (1860–1917), französischer Jurist, Journalist und Politiker
- Fernand Labrie (1937–2019), kanadischer Mediziner
- Fernand Lamaze (1891–1957), französischer Arzt und Geburtshelfer
- Fernand Lamy (1881–1966), französischer Dirigent, Komponist und Musikpädagoge
- Fernand Le Borne (1862–1929), französischer Komponist belgischer Herkunft
- Fernand Ledoux (1897–1993), französischer Schauspieler belgischer Herkunft
- Fernand Leemans (1925–2004), belgischer Eiskunstläufer
- Fernand Léger (1881–1955), französischer Maler, Grafiker und Keramiker
- Fernand Lematte (1850–1929), französischer Historienmaler
- Fernand Muûls (1892–1981), belgischer Diplomat
- Fernand Nault (1920–2006), kanadischer Balletttänzer und Choreograf
- Fernand Oubradous (1903–1986), französischer Fagottist und Komponist
- Fernand Pauriol (1913–1944), französischer Radiotechniker und Widerstandskämpfer
- Fernand Pelloutier (1867–1901), französischer Gewerkschafter
- Fernand Philippart (1870–1934), belgischer Industrieller und Bürgermeister von Bordeaux
- Fernand Picot (1930–2017), französischer Radrennfahrer
- Fernand Piet (1869–1942), französischer Maler des Postimpressionismus
- Fernand Point (1897–1955), französischer Koch; wird als Vater der Nouvelle Cuisine angesehen
- Fernand Pouillon (1912–1986), französischer Architekt und Schriftsteller
- Fernand Rau (1940–1994), luxemburgischer Ökonom und Politiker (CSV, ADR)
- Fernand Rausser (1926–2016), Schweizer Fotograf
- Fernand Renard (1912–1988), französischer Maler
- Fernand Rigaux (1905–1962), belgischer Astronom
- Fernand Sastre (1923–1998), französischer Fußballfunktionär
- Fernand St. Germain (1928–2014), US-amerikanischer Politiker
- Fernand Tavano (1933–1984), französischer Autorennfahrer
- Fernand Van Steenberghen (1904–1993), belgischer katholischer Philosophiehistoriker
- Julien-Fernand Vaubourgoin (1880–1952), französischer Organist, Komponist und Musikpädagoge
- Fernand Verstraete (1925–1992), französischer Musiker
- Fernand De Visscher (1885–1964), belgischer Rechtshistoriker und Professor für römisches Recht
- Fernand Widal (1862–1929), französischer Mediziner, Bakteriologe und Pathologe

## Familienname
- Jean Fernand-Lafargue (1856–1903), französischer Schriftsteller